# Perverse Recollections of a Necromangler
Perverse Recollections of a Necromangler es el álbum debut de larga duración de la banda Waking The Cadaver. Lanzado el 21 de noviembre de 2007 por Necroharmonic Productions tuvo reseñas negativas de los críticos, algunos diciendo que "había malos riffs y una batería de mierda".

## Lista de canciones
| N.º | Título                                 | Duración |  |
| 1.  | «Intro» (Instrumental)                 | 1:10     |  |
| 2.  | «Always Unprotected»                   | 2:36     |  |
| 3.  | «Raped, Pillaged and Gutted»           | 3:38     |  |
| 4.  | «Connoisseurs of Death»                | 2:38     |  |
| 5.  | «(Interlude)»                          | 0:53     |  |
| 6.  | «Type A Secretor»                      | 2:14     |  |
| 7.  | «Tire Iron Emblungeonment»             | 2:38     |  |
| 8.  | «Blood Splattered Satisfaction»        | 2:34     |  |
| 9.  | «Pigtails Are for Face Fucking»        | 3:02     |  |
| 10. | «Chased Through the Woods by a Rapist» | 1:51     |  |
| 11. | «I Know the Insides of Women»          | 3:15     |  |